# ميوا ماتسوموتو
ميوا ماتسوموتو (باليابانية: 松本 美和، بالروماجي: Matsumoto Miwa) (وُلِدت في 15 ديسمبر 1971)، هي مؤدية أصوات يابانية.

## أعمالها
- أبطال الديجيتال (الجزء الأول) - باتامون (صدى)
- راجراتس - تومي بيكلز (الإصدار الياباني)
- أبطال الديجيتال (الجزء الرابع) - كوكوامون
- أبطال الديجيتال (الجزء الثالث) - ماكو
- كارد كابتور ساكورا - تشيهارو ميهارا

## وصلات خارجية
- ميوا ماتسوموتو على موقع IMDb (الإنجليزية)
- ميوا ماتسوموتو على موقع ميوزك برينز (الإنجليزية)
- ميوا ماتسوموتو على موقع قاعدة بيانات الفيلم (الإنجليزية)
- ميوا ماتسوموتو على موقع ANN person (الإنجليزية)